# Багаті та дивні
«Багаті та дивні» (англ. Rich and Strange, альтернативна назва — «На схід від Шанхаю» («East of Shanghai»)) — англійський комедійний трилер режисера Альфреда Гічкока 1931 року.

## Сюжет
Герої фільму, чоловік і дружина, — люди середнього класу, порівняно невисокого достатку. Якщо дружина задоволена сімейним затишком, то чоловік завжди роздратований матеріальною і духовною обмеженістю існування і вимовляє гнівні промови про необхідність подорожувати, пережити пригоди, про повноту життя, якого він позбавлений. У цьому неважко дізнатися пародію на цілий комплекс романтичних ідей 19 століття, вічне фаустовське незадоволення.

## У ролях
- Генрі Кендалл — Фред Гілл
- Джоан Беррі — Емілі Гілл
- Персі Мармонт — командор Гордон
- Бетті Ейманн — принцеса
- Елсі Рендольф — стара діва